# 福州外语外贸学院
福州外语外贸学院，简称福外，是中华人民共和国的一所全日制本科民办普通高等学校，位于福建省福州市长乐区。
2004年，福州外语外贸职业技术学院成立。2011年，升格为福州外语外贸学院。